# Canton de Montbenoît
Le canton de Montbenoît est une ancienne division administrative française, située au Sud-Est du département du Doubs en Franche-Comté. Il s'étend de la frontière suisse à la Haute Vallée de la Loue.

## Tourisme
Son paysage, typique de la moyenne montagne, est composé de plateaux et de vallées. Ce canton au paysage rural préservé, au riche patrimoine, se caractérise par une identité forte : la République du Saugeais, qui regroupe onze des seize communes du canton, est là pour en témoigner. Le canton de Montbenoît est dynamique, avec un tissu associatif structuré et dense qui à travers l'organisation de manifestations sportives, culturelles, ou de loisir contribue au développement touristique. L'office de tourisme s'attache à promouvoir un tourisme de découverte, respectueux du cadre de vie et des habitants.

## Économie
Sur le plan économique, l'activité est essentiellement tournée vers l'agriculture, que la richesse des pâturages a orienté vers l'élevage et la production laitière. L'exploitation forestière est une autre activité importante: l'altitude et le climat ont favorisé le développement de forêts de sapins et d'épicéas qui couvrent 20 % de la superficie du canton. L'artisanat n'est pas en reste : beaucoup de corps de métier traditionnels sont présents.

## Administration
L'ensemble des communes du canton appartiennent à la communauté de communes du canton de Montbenoît, créée en 1993. Elle présente la spécificité de regrouper l'ensemble des communes du canton, lui conférant ainsi une assise géographique forte et homogène autour d'un projet de développement territorial fondé sur le renforcement de l'attractivité du territoire dans ses dimensions économique, sociales et culturelles.

### Conseillers généraux de 1833 à 2015
| Période      | Période             | Identité                                                 | Étiquette            | Qualité |
| ------------ | ------------------- | -------------------------------------------------------- | -------------------- | --- |
| 1833         | 1835 (décès)        | Comte Charles Antoine Morand (1771-1835)                 |                      | Général de division en retraite à Montbenoît Président du Conseil général                                                      |
| 1835         | 1839                | Antoine-Gabriel-Alfred-Marie Marguier d'Aubonne (1803-?) |                      | Avocat, Propriétaire-rentier à Aubonne Chef de bataillon de la Garde Nationale                                                 |
| 1839         | 1848                | Gui-Etienne-Donat Demesmay                               |                      | Conseiller à la Cour d'appel de Besançon Ancien Président du Conseil Général                                                   |
| 1848         | 1861                | Antoine-Gabriel-Alfred-Marie Marguier d'Aubonne          |                      | Avocat, Propriétaire, maire d'Aubonne                                                                                          |
| 1861         | 1871                | Comte Charles-Antoine-Louis-Alexis Morand                |                      | Capitaine de frégate puis Général de division                                                                                  |
| 1871         | 1874                | Louis Vuillemin                                          |                      | Ingénieur en chef du chemin de fer de l'Est, à Paris                                                                           |
| 1874         | 1880                | Alphonse Bonnet                                          | Droite               | Sous-chef de bureau au Ministère des Finances                                                                                  |
| 1880         | 1886 (décès)        | Aimé Tournier                                            | Droite               | Notaire à La Longeville |
| 1886         | 1910                | Albin Saillard                                           | Républicain (Droite) | Chirurgien en chef de l'hôpital de Besançon Sénateur (1897-1912) Conseiller municipal de Besançon                              |
| 1910         | 1911 (invalidation) | Eloïm Ody                                                | Rad.                 | Propriétaire à Arc-sous-Cicon                                                                                                  |
| 1911         | 1919                | Léon Girod                                               | Rad.                 | Journaliste au Petit Parisien Député (1906-1928)                                                                               |
| 1919         | 1934                | Antoine Michel                                           | URD                  | Marchand de bois Maire de Maisons-du-Bois                                                                                      |
| 1934         | 1940                | Albert Menoux                                            | URD                  | Notaire à Arc-sous-Cicon Nommé conseiller départemental en 1943                                                                |
|              |                     |                                                          |                      | |
| 1945         | 1960 (décès)        | Louis Bôle-Richard                                       | PRL puis DVD         | Maire de Gilley (1935-1959) |
| 1960         | 1963 (démission)    | M. Mougin                                                | DVD                  | |
| 16 juin 1963 | 1973                | Rodolphe Mockly                                          | UDR                  | Fromager Maire d'Arçon (1945-1973)                                                                                             |
| 1973         | 1998                | Jean Pourchet                                            | CD puis UDF          | Agriculteur Sénateur (1988-1998) Maire de Maisons-du-Bois-Lièvremont                                                           |
| 1998         | 2015                | Alain Marguet                                            | DVD puis UMP         | Cultivateur Conseiller municipal de Gilley Vice-président de la CC du Canton de Montbenoît Elu en 2015 dans le Canton d'Ornans |

### Conseillers d'arrondissement (de 1833 à 1940)
Le canton de Montbenoit avait deux conseillers d'arrondissement (jusqu'en 1919).
| Période                                  | Période | Identité                           | Étiquette                    | Qualité |
| ---------------------------------------- | ------- | ---------------------------------- | ---------------------------- | --- |
| 1833                                     | 1845    | Jean Baptiste Henriet-Claudizet    |                              | Capitaine en retraite, propriétaire à Arçon                                                                 |
| 1833                                     | 1848    | Félix Aimé Verdant                 |                              | Négociant, maire de La Chaux                                                                                |
| 1845                                     | 1848    | François Joseph Bonnet (1804-1866) |                              | Cultivateur à Bugny, juge de paix à Montbenoît                                                              |
|                                          |         |                                    |                              | |
| 1913                                     | 1940    | Louis-François Chabod              | Union nationale républicaine | Cultivateur à Gilley                                                                                        |
| 1940                                     |         |                                    |                              | Les conseils d'arrondissement ont été suspendus par la loi du 12 octobre 1940 et n'ont jamais été réactivés |
| Les données manquantes sont à compléter. |         |                                    |                              | |

## Composition
Le canton de Montbenoît était composé des seize communes suivantes :
| Nom                        | Code Insee | Codepostal | Superficie (km2) | Population (dernière pop. légale) | Densité (hab./km2) |
| -------------------------- | ---------- | ---------- | ---------------- | --------------------------------- | ------------------ |
| Montbenoît (chef-lieu)     | 25390      | 25650      | 5,03             | 396 (2012)                        | 79                 |
| Les Alliés                 | 25012      | 25300      | 5,28             | 131 (2012)                        | 25                 |
| Arçon                      | 25024      | 25300      | 21,34            | 786 (2012)                        | 37                 |
| Arc-sous-Cicon             | 25025      | 25520      | 28,49            | 663 (2012)                        | 23                 |
| Aubonne                    | 25029      | 25520      | 15,17            | 228 (2012)                        | 15                 |
| Bugny                      | 25099      | 25520      | 4,77             | 185 (2012)                        | 39                 |
| La Chaux                   | 25139      | 25650      | 16,94            | 435 (2012)                        | 26                 |
| Gilley                     | 25271      | 25650      | 17,27            | 1 563 (2012)                      | 91                 |
| Hauterive-la-Fresse        | 25303      | 25650      | 7,46             | 210 (2012)                        | 28                 |
| La Longeville              | 25347      | 25650      | 15,66            | 717 (2012)                        | 46                 |
| Maisons-du-Bois-Lièvremont | 25357      | 25650      | 15,79            | 658 (2012)                        | 42                 |
| Montflovin                 | 25398      | 25650      | 3,35             | 100 (2012)                        | 30                 |
| Ouhans                     | 25440      | 25520      | 15,85            | 373 (2012)                        | 24                 |
| Renédale                   | 25487      | 25520      | 2,88             | 38 (2012)                         | 13                 |
| Saint-Gorgon-Main          | 25517      | 25520      | 7,93             | 281 (2012)                        | 35                 |
| Ville-du-Pont              | 25620      | 25650      | 15,02            | 298 (2012)                        | 20                 |

11 de ces communes font partie de la république folklorique du Saugeais, il s'agit de : Arçon, Bugny, Gilley (capitale économique), Hauterive-la-Fresse, La Chaux, La Longeville, Les Alliés, Maison-du-Bois- Lièvremont, Montbenoît (capitale politique), Montflovin et Ville-du-Pont.

## Démographie
| 2012  |
| ----- |
| 7 062 |